# Sistema bancario collaterale
Il sistema bancario collaterale, o sistema bancario ombra (in inglese shadow banking system, in sigla SBS), è l'insieme degli scambi che consentono forme di finanziamento (e, più in generale, di circolazione dei capitali) alternative a quelle che si realizzano attraverso l'intervento degli enti creditizi.
Lo Shadow Banking System si realizza al di fuori degli ambiti di intervento delle autorità di supervisione e in assenza dei canali monetari attivabili dalle banche centrali.

## Dimensioni economiche
Il volume di transazioni del sistema bancario collaterale è cresciuto dopo il 2000.
Nel 2007, il Consiglio per la stabilità finanziaria ha stimato le dimensioni economiche del sistema collaterale negli Stati Uniti in 25.000 miliardi, ma dal 2011 si è stimato un decremento di 24.000 miliardi.
A livello globale, uno studio sugli undici più grandi sistemi collaterali sostiene che, questi ultimi, nel 2007, 
hanno totalizzato 50.000 miliardi di dollari, un volume sceso a 47.000 miliardi nel 2008, a cui ha fatto seguito, una crescita a 51.000 miliardi di dollari a fine 2011 con un successivo incremento a 75.000 nel 2013.